# 博杰普尔达拉姆普尔
博杰普尔达拉姆普尔（Bhojpur Dharampur），是印度北方邦Moradabad县的一个城镇。总人口24395（2001年）。

## 人口
该地2001年总人口24395人，其中男性12812人，女性11583人；0—6岁人口5168人，其中男2709人，女2459人；识字率32.45%，其中男性为40.99%，女性为22.99%。